# 1966
| 1966                                                         |
| ------------------------------------------------------------ |
| Dødsfald - Fødsler                                           |
| • Begivenheder • Film • Litteratur • Musik • Politik • Sport |

| Gregoriansk kalender | 1966 MCMLXVI            |
| Ab urbe condita      | 2719                    |
| Armensk kalender     | 1415 ԹՎ ՌՆԺԵ            |
| Kinesiske kalender   | 4662 – 4663 乙巳 – 丙午 |
| Etiopisk kalender    | 1958 – 1959             |
| Jødisk kalender      | 5726 – 5727             |
| Hindukalendere       |                         |
| - Vikram Samvat      | 2021 – 2022             |
| - Shaka Samvat       | 1888 – 1889             |
| - Kali Yuga          | 5067 – 5068             |
| Iransk kalender      | 1344 – 1345             |
| Islamisk kalender    | 1386 – 1387             |

Konge i Danmark: Frederik 9. 1947-1972
Se også 1966 (tal)

## Begivenheder

### Januar
- 11. januar – Spædbarnet Tina, som har været forsvundet i næsten en måned, bliver fundet i god behold i Helsingør.
- 15. januar – Århus Stiftstidende udsender sit nummer 50.000 siden starten i 1794

### Marts
- 1. marts - den ubemandede russiske rumkapsel ”Luna 9” lander på Månen
- 8. marts - Nelson-søjlen i Dublin ødelæges af en IRA-bombe
- 10. marts - Hollands kronprinsesse Beatrix gifter sig med den tyske diplomat Claus von Amsberg
- 31. marts - Sovjetunionen opsender rumsonden Luna 10, som bliver den første, der går i kredsløb om Månen

### Maj
- 1. maj - amerikanske troper angriber mål i Colombia
- 7. maj - Amerikaneren Tommie Smith løber som den første nogensinde 200 m på 20 sekunder
- 16. maj - Kinas kommunistiske styre udsender den meddelelse, der senere er blevet set som starten på den kinesiske kulturrevolution

### Juni
- 6. juni - det amerikanske rumfartøj Gemini 9 gennemfører 45 ture omkring jorden
- 26. juni - den schweiziske kanton Basel giver kvinder stemmeret
- 28. juni - USA afbryder forbindelserne til Argentina efter at militæret overtog magten
- 29. juni - amerikanske fly udfører de første bombeangreb på de nordvietnamesiske storbyer Hanoi og Haiphong

### August
- 6. august - i Portugals hovedstad Lissabon indvies den 227 meter lange bro over Tejo-floden. Broen er en kopi af Golden Gate broen i San Francisco, USA
- 18. august - i Kina indledes Maos kulturrevolution, da forsvarsminister Lin Biao under et massemøde hilser på de første rødgardister
- 18. august - Vietnamkrigen: Slaget om Long Tan
- 29. august - The Beatles′ sidste planlagte koncert finder sted i Candlestick Park i San Francisco
- 30. august - i kulturrevolutionens Kina demonstrerer en halv million rødgardister foran Sovjetunionens Peking-ambassade

### September
- 4. september - tronfølgeren, Prinsesse Margrethe tager i silende regn imod Henri de Monpezat i Kastrup Lufthavn under stor pressebevågenhed. Senere på dagen bekræfter statsminister Jens Otto Krag efter et møde med Kong Frederik den 9., at “parret i nær fremtid vil forlove sig”
- 6. september - ved Forbundsdagsvalget i Vesttyskland opnår CDU/CSU stor fremgang og Konrad Adenauer kan fortsætte som kansler
- 7. september - Færgen Skagerak forliser - 144 passagerer reddes af Søværnet
- 8. september - første Star Trek episode - The Man Trap, udsendes i USA[1][2]
- 15. september - Odense Universitet indvies med 180 studerende
- 30. september – Botswana bliver selvstændigt

### Oktober
- 4.oktober - det tidligere Basutoland opnår uafhængighed af Storbritannien under navnet Lesotho
- 5. oktober - tronfølgeren prinsesse Margrethe forlover sig med "en fransk diplomat" – den kommende prins Henrik
- 6. oktober - Californien forbyder brugen af LSD
- 12. oktober - Finansminister Henry Grünbaum fremsætter forslag om indførelse af kildeskat og moms (10 procent)

### November
- 18. november - Svendborgsundbroen mellem Svendborg og Tåsinge indvies af tronfølgeren, prinsesse Margrethe
- 22. november – Folketingsvalg i Danmark.
- 24. november – Virksunddæmningen indvies til biltrafik og færgetrafikken over Hjarbæk Fjord ophører
- 30. november - Barbados opnår uafhængighed af Storbritannien

### December
- 18. december – Richard L. Walker opdager Saturn-månen Epimetheus.

## Født

### Januar
- 27. januar – Jens Carl Sanderhoff, dansk digter.
- 29. januar – Romário, brasiliansk fodboldspiller.

### Februar
- 6. februar – Rick Astley, britisk sanger
- 20. februar – Cindy Crawford, amerikansk supermodel og skuespillerinde.
- 24. februar – Billy Zane, amerikansk skuespiller.
- 28. februar - Philip Reeve, engelsk forfatter.

### Marts
- 25. marts – Jeff Healey, canadisk blues-rock-guitarist (død 2008).

### April
- 1. april – Chris Evans, britisk programvært.
- 8. april – Robin Wright, amerikansk skuespillerinde.
- 11. april – Lisa Stansfield, engelsk sangerinde.
- 15. april – Samantha Fox, britisk supermodel og sangerinde.

### Maj
- 16. maj – Janet Jackson, amerikansk sangerinde.
- 26. maj – Helena Bonham Carter, engelsk skuespllerinde.

### Juni
- 13. juni – Grigorij Perelman, russisk matematiker.
- 18. juni − Ole Christian Madsen, dansk filminstruktør.
- 20. juni – Peter Spies, dansk komponist.
- 22. juni – Emmanuelle Seigner, fransk skuespillerinde og sangerinde.
- 28. juni – Einar Enemark, dansk rapper.
- 28. juni – John Cusack, amerikansk skuespiller.
- 30. juni – Marton Csokas, newzealandsk skuespiller.

### Juli
- 14. juli – Matthew Fox, amerikansk skuespiller.
- 20. juli – Enrique Peña Nieto, mexikansk præsident.

### August
- 5. august – Thomas Bendixen, dansk skuespiller.
- 7. august – Jimmy Wales, medgrundlægger af Wikipedia.
- 9. august – Lotte Mejlhede, dansk journalist og korrespondent.
- 14. august – Halle Berry, amerikansk skuespillerinde.
- 17. august - Bernhard Roetzel, tysk forfatter.

### September
- 2. september – Salma Hayek, mexikansk-amerikansk skuespillerinde.
- 9. september – Adam Sandler, amerikansk skuespiller.
- 28. september – Jason Flemyng, engelsk skuespiller.
- 29. september – Bujar Nishani, albansk præsident (død 2022).

### Oktober
- 9. oktober – David Cameron, engelsk politiker.
- 11. oktober – Luke Perry, amerikansk skuespiller (død 2019).
- 28. oktober – Jacob "Cobber" Binzer, dansk guitarist i D-A-D.

### November
- 1. november – Martin Lindblom, dansk bz'er, aktivist og redaktør (død 2009).
- 2. november – David Schwimmer, amerikansk skuespiller.
- 5. november – Sofie Stougaard, dansk skuespillerinde.
- 17. november – Sophie Marceau, fransk skuespillerinde.
- 23. november – Vincent Cassel, fransk skuespiller.

### December
- 3. december – Flemming Povlsen, dansk fodboldspiller.
- 5. december – Patricia Kaas, fransk skuespillerinde og sangerinde.
- 6. december – Per-Ulrik Johansson, svensks golfspiller.
- 9. december – Kirsten Gillibrand, amerikansk politiker.
- 14. december – Helle Thorning-Schmidt, dansk politiker.

## Dødsfald

### Januar
- 1. januar – Vincent Auriol, fransk politiker og præsident (født 1884).
- 11. januar – Alberto Giacometti, schweizisk billedhugger (født 1901).

### Februar
- 1. februar – Buster Keaton, amerikansk skuespiller og instruktør (født 1895).
- 8. februar – Hans Jørgen Kampmann, dansk arkitekt (født 1889).
- 26. februar – Karl Jørgensen, dansk skuespiller (født 1890).
- 26. februar – Niels Arnth-Jensen, dansk politiker og minister (født 1883).

### Marts
- 18. marts – Osvald Helmuth, dansk skuespiller og sanger (født 1894).
- 19. marts – Erik Aaes, dansk teatermaler, filmarkitekt og -dekoratør (født 1899).
- 22. marts – Paul Rung-Keller, dansk komponist og organist (født 1879).
- 30. marts – Erwin Piscator, tysk teaterinstruktør og -producent (født 1893).

### April
- 5. april – Svend Fleuron, dansk forfatter (født 1874).
- 10. april – Harald Pedersen, dansk medicinalproducent og med-grundlægger af Insulin Novo (født 1878).
- 19. april – Väinö Tanner, finsk statsminister (født 1881).
- 23. april – H.C. Branner, dansk forfatter (født 1903).

### Maj
- 14. maj – Oluf Høst, dansk maler (født 1884).

### Juni
- 14. juni – Poul Holsøe, dansk arkitekt (født 1873).
- 30. juni – Nino Farina, italiensk racerkører (født 1906).

### Juli
- 5. juli – George de Hevesy, ungarsk kemiker og nobelprismodtager (født 1885).
- 17. juli – Herluf Jensenius, dansk tegner (født 1888).
- 17. juli – Jens Kjeldby, dansk sanger og skuespiller (født 1916).
- 23. juli – Montgomery Clift, amerikansk skuespiller (født 1920).
- 31. juli – Astrid Friis, dansk forfatter, historiker og professor (født 1893).

### August
- 8. august – Knud Sønderby, dansk forfatter (født 1909).
- 13. august – Poul Hansen, dansk politiker og minister (født 1913).
- 27. august – Mads Clausen, dansk grundlægger (født 1905).

### September
- 26. september – Robert Neiiendam, dansk teaterhistoriker og museumsleder (født 1880).
- 28. september – André Breton, fransk forfatter (født 1896).

### Oktober
- 19. oktober – Elizabeth Arden, amerikansk kosmetikdronning (født 1884).

### November
- 2. november – Peter Debye, hollandsk fysisk kemiker og nobelprismodtager (født 1884).
- 3. november – Agnes Rehni, dansk skuespiller (født 1887).

### December
- 5. december – William Falck, dansk direktør (født 1894).
- 8. december – Richard Gustav Borgelin, dansk officer og kompagnichef (født 1887).
- 15. december – Walt Disney, amerikansk tegnefilmsproducent (født 1901).
- 22. december – Vagn Bro, dansk politimester og politiker (født 1894).
- 22. december – Harry Beaumont, amerikansk filminstruktør (født 1888).
- 28. december – Carl Osburn, amerikansk skytte og officer (født 1884).
- 30. december – Christian Herter, amerikansk udenrigsminister (født 1895).
- 31. december – A.R. Angelo, dansk ingeniør og direktør (født 1875).

## Nobelprisen
- Fysik – Alfred Kastler
- Kemi – Robert Sanderson Mulliken
- Medicin – Peyton Rous, Charles Brenton Huggins
- Litteratur – Shmuel Yosef Agnon, Nelly Sachs
- Fred – Ingen uddeling

## Sport
- 1. januar - Ved et boksestævne i KB Hallen bliver svenskeren Bo Högberg europamester i letmellemvægt, da han stopper italieneren Bruno Visitin
- 30. juli - England vinder VM i fodbold med en finalesejr over Vesttyskland på 4-2
- 23. september - Ungarn slår Danmark 6-0 i fodbold i Budapest.
- 13. november – Børge Krogh bliver den tredje danske europamester i professionel boksning, da han besejrer den franske letvægter Maurice Tavant i KB Hallen

## Musik
- 5. marts - Østrig vinder årets udgave af Eurovision Song Contest, som blev afholdt i Luxembourg By, Luxembourg, med sangen "Merci, Chérie" af Udo Jürgens. Dette er den sidste udgave, Danmark detlager i, før igen at deltage i 1978-udgaven

## Film
- Den gode, den onde og den grusomme

## TV-serier
- Den originale TV-spille-serie Familien Addams slutter